# Pierre-Victor Monteil
Pierre-Victor Monteil est un homme politique français né le 7 juillet 1748 à Saint-Chély-d'Apcher (Lozère) et décédé à Marvejols le 22 juin 1837.
Juge de paix, il est élu député de la Lozère au Conseil des Cinq-Cents le 22 germinal an V et siège jusqu'en l'an VIII.

## Sources
- « Pierre-Victor Monteil », dans Adolphe Robert et Gaston Cougny, Dictionnaire des parlementaires français, Edgar Bourloton, 1889-1891 [détail de l’édition]